# کانه‌ئو ایکه‌گامی
شوایچیرو ایکه‌میا (به ژاپنی: 池宮彰一郎 いけみや しょういちろう)؛ ۱۶ مهٔ ۱۹۲۳ – ۶ مهٔ ۲۰۰۷)، رمان‌نویس و فیلم‌نامه‌نویس از اواخر دوره شووا تا دوره هیسه‌ای اهل ژاپن بود.
او با نام واقعی خود، کانه‌ئو ایکه‌گامی (池上金男 いけがみ かねお)، به عنوان فیلم‌نامه‌نویس فعالیت می‌کرد و در تولید فیلم‌ها و درام‌های تلویزیونی متعددی از جمله ۱۳ آدم‌کش (فیلم ۱۹۶۳) نقش داشت. پس از انتشار رمان چهل و هفت رونین در سال ۱۹۹۲، او رمان‌های تاریخی را با نام مستعار «شوایچیرو ایکه‌میا»  می‌نوشت، اما در سال ۲۰۰۲ به دلیل نگرانی از شباهت آثارش به آثار ریوتارو شیبا، تقریباً نوشتن را کنار گذاشت. پسر او تسوکاسا ایکه‌گامی نویسنده است.

## زندگی‌نامه
متولد استان توکیو. او در شهر نومازو، استان شیزوئوکا شد و از دبیرستان فارغ‌التحصیل همان‌جا شد.
در طول جنگ جهانی دوم، او به نیروی زمینی امپراتوری ژاپن در منچوری فراخوانده شد. اپس از اینکه پادگان را آتش زدند و به گروه ارتش اعزامی جنوب اعزام شد، جایی که در عملیات ضد فرود در  جزیره پلیلیو  شرکت کرد و گفته می‌شود که تنها ۲۰ تا ۳۰ نفر از واحد ۳۰۰۰ نفری او زنده ماندند. بعداً، هنگام تلاش برای کشیدن آنها به تایوان، کشتی حمل و نقل آنها غرق شد و آنها بار دیگر با نرخ زنده ماندن کمتر از ۱٪ زنده ماندند.
پس از بازگشت از جنگ، او کارمند دادگاه ناحیه توکیو شد، اما بعداً از این سمت استعفا داد. پس از تحصیل زیر نظر شینتارو میمورا، او فیلمنامه‌نویس شد. او با نام واقعی خود، «ایکه‌گامی کانئو»، فیلمنامه می‌نویسد و برای فیلم‌های ۱۳ آدم‌کش و قتل‌عام (فیلم ۱۹۶۴)، جایزه فیلمنامه‌نویسی فیلم شهروندان کیوتو را از آن خود کرد.
در سال ۱۹۹۲، در سن ۶۹ سالگی، او جایزه ادبی نیتا جیرو ja:新田次郎文学賞 را برای اولین رمان دیرهنگام خود، چهل و هفت رونین (فیلم ۱۹۹۴)، که با نام مستعار ایکمیا شویچیرو نوشته شده بود، دریافت کرد. او در سال ۱۹۹۹ برای کتاب «شیمازو می‌دود» برنده جایزه شیباتا رنزابورو (https://ja.wikipedia.org/wiki/柴田錬三郎賞] شد. او با استفاده از تجربه‌اش به عنوان فیلمنامه‌نویس، با تخصص در نویسندگی سبک و در عین حال قدرتمند، به ویژه در صحنه‌های جنگ و نبرد، محبوبیت زیادی کسب کرد.  در این دوران او به شدت تحت تأثیر اعتراضات پیمان امنیتی ایالات متحده-ژاپن ۱۹۶۰ (اعتراض علیه اینکه ژاپن به ایالات متحده اجازه می‌دهد تا پایگاه‌های نظامی خود را در خاک ژاپن حفظ کند) قرار گرفته بود که معاصران فیلم را نیز تکان داد.
او احترام عمیقی برای ریوتارو شیبا قائل است و یک بار در سخنرانی خود اظهار داشت که «رمان‌های ژاپنی عمدتاً رمان‌های زندگینامه‌ای بودند، اما رمان‌های تاریخی ریوتارو شیبا حماسی بودند و او نویسنده‌ای بود که مسیر رمان‌های ژاپنی را تغییر داد.» او همچنین اظهار داشت که «رمان‌های تاریخی نباید بیش از حد درگیر تحقیقات تاریخی قبلی باشند و همچنین نباید تاریخ را به کلی نادیده بگیرند» و با انجام تحقیقات تاریخی منحصر به فرد خود، رمان‌های تاریخی با حس و حالی جدید خلق کرد. به‌طور خاص، «۴۷ رونین» به دلیل گنجاندن تعدادی از ارجاعات تاریخی جسورانه و تبدیل شدن به یک فیلم، موضوع داغی بود.
با نگاهی کلی به آثارش، او نویسنده‌ای خلاق بود که دیدگاه‌های منحصر به فرد بسیاری را در خود جای داده بود، اما در زمان اولین کارش پا به سن گذاشته بود و تعداد آثاری که می‌توانست خلق کند محدود بود. علاوه بر این، در سال‌های پایانی عمرش، اشاره شد که برخی از متون کتاب‌هایش مشابه آثار نویسندگان دیگر است که منجر به اتهامات سرقت ادبی شد.

### ادعاهای سرقت ادبی
فرار کن، ایه‌یاسو (آساهی شیمبون) به دلیل شباهت‌هایش با خانه ارباب اثر ریوتارو شیبا مورد توجه قرار گرفت و در ۲۵ دسامبر ۲۰۰۲ از چاپ خارج و جمع‌آوری شد. به همین ترتیب، کتاب «شیمازو می‌دود» (شینچوشا) نیز در ۳ آوریل ۲۰۰۳ به دلیل مشکلاتی مشابه با سکیگاهارا (رمان) شیبا، از چاپ خارج و جمع‌آوری شد. ایکه‌میا بیانیه‌ای منتشر کرد و گفت: «بیماری همسرم، نقل مکان و سریال‌سازی من، همه همزمان اتفاق افتادند که باعث سردرگمی شد و مطالب و آثار نویسندگان ارشد من با هم قاطی شد. به عنوان یک خوداندیشی، درخواست کردم که انتشار کتاب متوقف شود.» از آنجایی که منبع داستان بسیار شناخته شده است، این توضیح تا حدودی قابل اعتماد است، اما همچنین سر و صدای زیادی به پا کرد و به حرفهٔ نویسنده ضربه زد. در نتیجه، بنیاد ریوتارو شیبا به دلیل نقض حق نشر، شکایتی مطرح نکرد.
افراد دیگری هم به شباهت‌های این دو اثر اشاره می‌کردند و پس از این حادثه، هیچ اثر جدیدی به جز مجموعه «هایکه» منتشر نشد. با این حال، او به انتشار دنباله‌دار «توافق پنهانی - سایگو و اوکوبو» در مجله «عصر وحشی» ادامه داد، اما بخش اول را ناتمام گذاشت.
او ساعت ۸:۲۶ شب ششم مه ۲۰۰۷ در سن ۸۳ سالگی در خانه‌اش بر اثر سرطان ریه درگذشت.